# Iúlia Tsibúlskaia
Iúlia Gueórguievna Tsibúlskaia rus: Ю́лия Гео́ргиевна Цибу́льская, rus: Iulia Țibulski, polonès: Julia Cybulska, (nascuda el 15 de juny 1933 a Leova, Bessaràbia, actual Moldàvia) — és una compositora, musicòloga i pedagoga moldava. Va ser membre de la Unió de Compositors Soviètics (1977) i artista emèrita de Moldàvia (1992).

## Biografia
Va acabar els seus estudis a l'escola musical de Chişinäu el 1954 i va estudiar teoria de composició al Conservatori de Leningrad el 1960. Va investigar temes folklòrics en l'obra de Karol Szymanowski i Frédéric Chopin.
Va tenir com a professors Vadim Salmanov (orquestració, composició), A. P. Maslacovets (alumna de Mariya Yúdina, piano), F. A. Rubtsov (folklore), A. N. Dolzhanski (polifonia), entre d'altres.
Entre 1960 i 1974 va donar classes al Conservatori de Chişinäu i entre 1974 i 1977 va ser col·laboradora científica al Departament d'Etnografia i Estudis Artístics de l'Acadèmia de Ciències de la República Socialista Soviètica de Moldàvia.
Entre 1977 i 1988 va ser redactora musical a l'editorial "Literatura artisticǎ". Posteriorment va anar a viure a Nuremberg, Alemanya.

## Condecoracions i títols
- Membre de la Unió de Compositors Soviètics (1977).
- Premi "N. K. Krúpskaia" del Ministeri d'Ensenyament de l'RSS de Moldàvia per la seva contribució a l'educació musical de la joventut.
- Artista emèrita de Moldàvia (1992).
- Premi de la UNESCO per la millor composició coral per a un cor mixt ("Cançó de bressol") (1995).